# Arthur (Nebraska)
Arthur is een plaats (village) in de Amerikaanse staat Nebraska, en valt bestuurlijk gezien onder Arthur County.

## Demografie
Bij de volkstelling in 2000 werd het aantal inwoners vastgesteld op 145.
In 2006 is het aantal inwoners door het United States Census Bureau geschat op 121, een daling van 24 (-16,6%).

## Geografie
Volgens het United States Census Bureau beslaat de plaats een oppervlakte van
0,8 km², geheel bestaande uit land. Arthur ligt op ongeveer 1114 m boven zeeniveau.

## Plaatsen in de nabije omgeving
De onderstaande figuur toont nabijgelegen plaatsen in een straal van 56 km rond Arthur.